# Casa de Charles Dowler
La Casa de Charles Dowler es una casa histórica en 581 Smith Street en la ciudad de Providence, la capital del estado de Rhode Island (Estados Unidos). 

## Descripción
Es una estructura de estructura de madera con techo abuhardillado de un piso y medio, construida en 1872 por Charles Parker Dowler, un artista local. El edificio tipifica una cabaña ornée, o cabaña decorada, un estilo de construcción popular en las décadas de 1860 y 1870.
Es una estructura de estilo Segundo Imperio elaboradamente decorada, con un diseño asimétrico en T, decoración detallada en las buhardillas que perforan el techo abuhardillado con tejas de escamas de pescado y un porche en el hueco de la T que está sostenido por columnas corintias. El interior conserva tanto la carpintería de época como las pinturas murales.
La casa fue incluida en el Registro Nacional de Lugares Históricos en 1984.